# Зеленоградский автокомбинат
Зеленогра́дский автокомбина́т — филиал ГУП «Мосгортранс», работающий на территории Зеленоградского и Северного административных округов города Москвы, основное транспортное предприятие Зеленоградского округа.

## История
Зеленоградский автокомбинат был основан 1 сентября 1961 года как Автобаза № 41 Мосавтотреста № 3 Главмосавтотранса и стал одним из первых предприятий нового города-спутника. С момента основания история предприятия неразрывно связана с историей строительства и развития Зеленограда.
Изначально занимался только грузовыми перевозками; первый внутригородской автобусный маршрут открылся в 1962 году, первый междугородный (маршрут № 400) — 21 марта 1966 года. Преимущественно грузовая направленность предприятия сохранялась до конца 1980-х годов, после чего число грузовых машин и перевозок начало постепенно уменьшаться, а в июне 2004 года предприятие было переподчинено от Департамента строительства Департаменту транспорта и связи, и автокомбинат стал исключительно пассажирским (автобусным), однако остался формально независимым предприятием прямого подчинения, став филиалом ГУП «Мосгортранс» лишь в 2007 году.
В 2001 году автокомбинат первым в России в порядке эксперимента внедрил на наземном общественном транспорте (на автобусном маршруте № 16) автоматизированную систему учёта пассажиропотока (получившую название «Автоматизированная система контроля проезда», АСКП). Внешним проявлением системы стало появление на входе в салон турникета и валидатора. К середине 2002 года система была распространена на все внутригородские маршруты, а в 2007 году и на междугородный экспресс № 400.

### Присоединение 11-го автобусного парка
11-й автобусный парк был открыт 1 июля 1971 года по адресу Левобережная улица, д. 6.
После ввода с 1 июня 2017 года запрета на работу для иностранцев, не имеющих российских водительских удостоверений, в парке возникла острая нехватка водителей. В течение лета Зеленоградскому автокомбинату передали от парка для обслуживания маршруты 233 и 857, в начале осени тогдашний директор Зеленоградского автокомбината Кирилл Владимирович Николенко (1981-2020) стал одновременно исполняющим обязанности директора 11-го автобусного парка, и с 1 ноября 2017 года 11-й автобусный парк полностью вошёл в структуру Зеленоградского автокомбината, как эксплуатационная площадка на Левобережной улице.

## Маршруты
Маршрутная сеть состоит из трёх основных частей:
- внутренние маршруты Зеленоградского округа (все 27 маршрутов округа), имеющие собственную нумерацию, независимую от нумерации автобусных маршрутов Москвы (для технического различения московских и зеленоградских маршрутов база данных расписаний наземного транспорта ГУП «Мосгортранс» использует для зеленоградских маршрутов префикс «З-»[10]);
- маршруты 400/400Э, 400К и 400Т, связывающие Зеленоградский округ (как округ-эксклав Москвы) с основной территорией города Москвы, а также сезонные летние маршруты № 400А и 400В до мест отдыха на Истринском водохранилище;
- маршрутная сеть бывшего 11-го автобусного парка в Северном административном округе.